# Caterina Notara
Caterina Notara (fl. XV secolo) è un personaggio storico di cui si hanno pochissime informazioni, nacque nei primi anni del XV secolo, morì probabilmente nel 1444.

## Biografia
Apparteneva all'importante famiglia di Costantinopoli dei Notara, di cui il più importante esponente era Luca Notara, mega dux dell'impero bizantino. È ricordata solamente per aver nel 1443 sposato il despota di Morea Costantino XI Paleologo, futuro imperatore bizantino. Ma ella morì probabilmente l'anno seguente, lasciando per la terza volta vedovo lo sfortunato despota, visto che si era già sposato due volte, e tutte e due le volte la consorte era morta dopo un anno di matrimonio.